# Колибри-саблекрылы
Колибри-саблекрылы (лат. Campylopterus) — род птиц семейства колибри.

## Классификация
Международный союз орнитологов относит к роду 10 видов:
- Серогрудый саблекрыл (Campylopterus largipennis (Boddaert, 1783))
- Campylopterus calcirupicola Lopes, de Vasconcelos & Gonzaga, 2017
- Campylopterus diamantinensis Ruschi, 1963
- Рыжебрюхий саблекрыл (Campylopterus hyperythrus Cabanis, 1849)
- Белохвостый саблекрыл (Campylopterus ensipennis (Swainson, 1822))
- Лазурный саблекрыл (Campylopterus falcatus (Swainson, 1821))
- Санта-мартинский саблекрыл (Campylopterus phainopeplus Salvin & Godman, 1879)
- Пурпурный саблекрыл (Campylopterus hemileucurus (Deppe, 1830))
- Горный саблекрыл (Campylopterus duidae Chapman, 1929)
- Саблекрыл (Campylopterus villaviscensio (Bourcier, 1851))